# 鉄心斎文庫・伊勢物語文華館
鉄心斎文庫・伊勢物語文華館（てっしんさいぶんこ・いせものがたりぶんかかん）は、神奈川県小田原市に存在した美術館である。

## 概要
- 三和テッキ株式会社の元社長芦澤新二氏が創設した個人文庫で、40年にわたって蒐集された『伊勢物語』関係の資料が1000点以上も収められている。
- 1991年11月に開設した。
- 現在は閉館しており、建物も取り壊された。
- 鉄心斎文庫の『伊勢物語』関係資料1088点[1]は、2016年3月に国文学研究資料館に寄贈された[2]。

## これまでの展覧
- 2005年秋：11月4日（金）～11月13日（日）
- 2006年春：4月14日（金）～4月23日（日）
- 2007年春：4月13日（金）～4月22日（日）
- 2008年春：4月11日（金）～4月20日（日）
- 2009年秋：11月6日（金）～11月15日（日）
- 2010年秋：11月5日（金）～11月14日（月）…伊勢物語 歌留多展
- 2011年春：4月8日（金）～4月17日（日）…勝川春章の錦絵、扇面書画帖の展　※東日本大震災発生のため、中止。
- 2011年秋：11月4日（金）～11月13日（日）…かるた・奈良絵本の展

## 場所
- 住所：神奈川県小田原市新屋3-2
- 最寄り駅：小田急小田原線富水駅（徒歩10分）
- 開館時間：午前10時～午後4時

## 鉄心斎文庫所蔵伊勢物語図録
「鉄心斎文庫所蔵伊勢物語図録」は、鉄心斎文庫が展覧を行った際に作成された図録である。これらはそれぞれ専門家による解説が記されており、伊勢物語の伝本を初め注釈書や享受資料について調べる際の必読資料であるとされる。
- 鉄心斎文庫所蔵伊勢物語図録 第1集 開館記念版 1991年（平成3年）11月発行
- 鉄心斎文庫所蔵伊勢物語図録 第1集 開館記念版 改訂再版 2000年（平成12年）7月発行
- 鉄心斎文庫所蔵伊勢物語図録 第2集 伊勢物語絵入り版本の展開 1992年（平成4年）4月発行
- 鉄心斎文庫所蔵伊勢物語図録 第3集 升型本の歴史と魅力 1992年（平成4年）11月発行
- 鉄心斎文庫所蔵伊勢物語図録 第4集 伊勢物語かるた・王朝へのあこがれ 1993年（平成5年）4月発行
- 鉄心斎文庫所蔵伊勢物語図録 第5集 伊勢物語室町写本の世界 1993年（平成5年）11月発行
- 鉄心斎文庫所蔵伊勢物語図録 第6集 錦絵・伊勢物語 / 勝川春章画 1994年（平成6年）4月発行
- 鉄心斎文庫所蔵伊勢物語図録 第7集 近世写本の世界 1 1994年（平成6年）11月発行
- 鉄心斎文庫所蔵伊勢物語図録 第8集 江戸のあそび 1995年（平成7年）4月発行
- 鉄心斎文庫所蔵伊勢物語図録 第9集 近世の出版文化と伊勢物語注釈 1995年（平成7年）11月発行
- 鉄心斎文庫所蔵伊勢物語図録 第10集 近世写本の世界 2 1996年（平成8年）3月発行
- 鉄心斎文庫所蔵伊勢物語図録 第11集 伊勢物語の注釈書写本 1 1996年（平成8年）10月発行
- 鉄心斎文庫所蔵伊勢物語図録 第12集 古写本の世界 : 中世から江戸初期にかけて 1997年（平成9年）4月発行
- 鉄心斎文庫所蔵伊勢物語図録 第13集 伊勢物語の注釈書写本 2 1997年（平成9年）11月発行
- 鉄心斎文庫所蔵伊勢物語図録 第14集 注入り・伊勢物語の世界 1998年（平成10年）4月発行
- 鉄心斎文庫所蔵伊勢物語図録 第15集 伊勢物語注釈書の世界 3 1998年（平成10年）11月発行
- 鉄心斎文庫所蔵伊勢物語図録 第16集 伊勢物語版本の世界 1999年（平成11年）4月発行
- 鉄心斎文庫所蔵伊勢物語図録 第17集 古写本の世界 中世末期から江戸時代にかけて 1 1999年（平成11年）11月発行
- 鉄心斎文庫所蔵伊勢物語図録 第18集 古写本の世界 中世末期から江戸時代にかけて 2 2000年（平成12年）4月発行
- 鉄心斎文庫所蔵伊勢物語図録 第19集 伊勢物語絵の伝統 2000年（平成12年）11月発行
- 鉄心斎文庫所蔵伊勢物語図録 第20集 奈良絵本 2001年（平成13年）4月発行
- 鉄心斎文庫所蔵伊勢物語図録 第21集 歌留多 2011年（平成23年）11月発行